# Gazi Çelebi
Gazi Çelebi (fl. anni 1310) è stato un militare ottomano.
Fu tra i grandi comandanti navali turchi, fondò il porto del Mar Nero di Sinope nei primi decenni del XIV secolo. Fu l'ultimo rappresentante della dinastia dei Pervane nel periodo dell'esistenza del regno Pervâneoğlu.
Il suo epitaffio nella Pervâne Medrese a Sinope afferma che egli era il figlio di Masʿūd, probabilmente Mas'ud Bey, rapito dai Genovesi nel 1298-99.
Gazi Çelebi continuò la politica del suo predecessore di ostacolare i traffici della Repubblica di Genova nel Mar Nero e, insieme con il Grande Comneno Alexios II era il probabile responsabile delle incursioni sul porto dei genovesi di Caffa in Crimea tra il 1311 e il 1314. 
Quando la città di Sinope fu visitata da Ibn Battuta nel 1332 o 1334, la città era passato nelle mani del Bey Ibrahim Candaroğlu, ma la memoria di Gazi Çelebi era ancora viva. Gli abitanti dicevano che egli possedeva un talento per il nuoto sott'acqua e per forare gli scafi di galere nemiche durante la battaglia.
Faceva questo senza rumore e con grande sorpresa, tanto che i marinai non sapevano che cosa fosse successo fino a quando le loro navi cominciavano ad affondare. In un episodio memorabile, probabilmente nel 1324, Gazi Çelebi ha utilizzato questo metodo per affondare diverse navi genovesi durante le scorrerie nella baia di Sinope, catturando il loro intero equipaggio.
Il Sinoptiani hanno anche ricordato che Gazi Çelebi godeva della fama di fumare "una quantità eccessiva di hashish"